# سید عبید علی
سید عبید علی (انگلیسی: Syed Abid Ali؛ زادهٔ ۹ سپتامبر ۱۹۴۱) بازیکن کریکت اهل هند است.
از باشگاه‌هایی که در آن بازی کرده‌است می‌توان به تیم حیدر اباد  اشاره کرد.